# Tribulation (groupe de death metal)
Pour les articles homonymes, voir Tribulation.
Tribulation est un groupe suédois de heavy metal, originaire d'Arvika.

## Histoire
Le groupe est formé en 2001 sous le nom de Hazard. Sur ses deux premières démos, il jouait du thrash metal dans la veine de groupes de la baie de San Francisco comme Exodus et Slayer. En 2004, le groupe se rebaptise et change de style pour s'orienter vers le death metal. Le nouveau nom du groupe provient d'une ligne de texte de la chanson de Morbid Angel Visions from the Darkside de l'album Altars of Madness. Jakob Johansson rejoint le groupe en tant que nouveau batteur à cette époque. 
En 2006, le label suédois underground Blood Harvest Records publie l'EP vinyle Putrid Rebirth, suivi de quelques concerts régionaux. Début 2009, leur premier album The Horror sort sur le label singapourien Pulverised Records. Par la suite, Tribulation fait une tournée européenne en avril et mai en première partie des groupes américains Vital Remains et Order of Ennead. En 2019, le groupe reçoit Grammi dans la catégorie « hard rock/metal ».
Il existe quelques recoupements personnels entre Hazard ou Tribulation et le groupe de heavy metal Enforcer, également originaire d'Arvika. Ainsi, Adam Zaars, Jonas Wikstrand, Olof Wikstrand et Joseph Tholl ont joué dans les deux groupes.

## Style musical
Le groupe joue un death metal rapide influencé par Morbid Angel et Autopsy, avec des textes issus de la littérature d'horreur. Les illustrations correspondantes sur les disques, le merchandising et les sites web ont été réalisées par les deux guitaristes du groupe Adam Zaars et Jonathan Hultén, qui utilisent les pseudonymes Bells of Death et Necromantic Art dans l'exercice de cette activité. Tous deux ont également créé des artworks pour d'autres groupes suédois comme Enforcer, Feral et Stench.

## Discographie

### Albums studio
- 2009 : The Horror (Pulverised Records)
- 2013 : The Formulas of Death (Invictus Productions)
- 2015 : The Children of the Night (Century Media)
- 2018 : Down Below (Century Media)
- 2021 : Where the Gloom Becomes Sound (Century Media)
- 2024 : Sub Rosa in Æternum (Century Media Records)

### Album live
- 2019 : Alive and Dead at Södra Teatern (concert enregistré au Södra Teatern à Stockholm le 12 août 2018) (Century Media Records